# Abia de la Obispalía
Abia de la Obispalía és un municipi de la província de Conca, situat a 30 quilòmetres de la capital, amb 84 habitants (INE 2005) dels quals 48 són barons i 36 dones.

## Geografia
Abia de la Obispalía té 68.01 km².
- Latitud: 40° 1′ nord.

## Monuments
- Les ruïnes del castell, que es troben en el punt més alt de la població, dominant-la, al costat del cementiri i les restes de l'antiga església parroquial, sobre una roca. D'ell queden un aljub i els fonaments de les pilastres.

## Festes
- Les festes patronals, en honor de María Auxiliadora: Se celebren el 24 de maig. El dissabte anterior se celebra el romiatge de San Jerónimo.